# Johannes Kunze (Theologe)
Johannes Wilhelm Kunze (* 31. August 1865 in Dittmannsdorf; † 20. Juli 1927) war ein deutscher lutherischer Theologe und Hochschullehrer.
Kunze studierte Theologie in Leipzig, wo Luthardt sein maßgeblicher Lehrer war, und Erlangen und wurde danach Vikar am Lehrerseminar in Annaberg. Von 1889 bis 1892 war er Oberlehrer am Wettiner Gymnasium in Dresden. 1894 wurde er in Leipzig habilitiert. Er war von 1903 bis 1905 Ordinarius in Wien und seit 1905 in Greifswald Professor für Theologie.
Kunze war ein Gegner der Kenosis und stand in kritischer Distanz zu Albrecht Ritschl. Er arbeitete an der Realenzyklopädie für protestantische Theologie und Kirche mit.

## Schriften
- Die Gotteslehre des Irenaeus. Leipzig 1891 (phil. Diss., Universität Leipzig, 1891)
- Das neu aufgefundene Bruchstück des sogen. Petrusevangeliums. Leipzig 1893
- De historiae gnosticismi fontibus novae quaestiones criticae. Leipzig 1894 (Habilitationsschrift, Universität Leipzig, 1894)
- Marcus Eremita, ein neuer Zeuge für das altkirchliche Taufbekenntnis. Eine Monographie zur Geschichte des Apostolikums. Leipzig 1895
- Das nicänisch-konstantinopolitanische Symbol. Leipzig 1898
- Glaubensregel, Heilige Schrift und Taufbekenntnis. Leipzig 1899
- Christoph Ernst Luthardt. Ein Lebens- und Charakterbild. Leipzig 1903
- Die ewige Gottheit Jesu Christi. Leipzig 1904
- Luthers Sermo Poenitentia 1518. Leipzig 1906
- Die Übergabe der Evangelien beim Taufunterricht. Leipzig 1909
- Das Christentum Luthers in seiner Stellung zum natürlichen leben. Leipzig 1918
- Symbolik. Konfessions- und Sektenkunde. Leipzig 1922